# Wilhelm Reiß

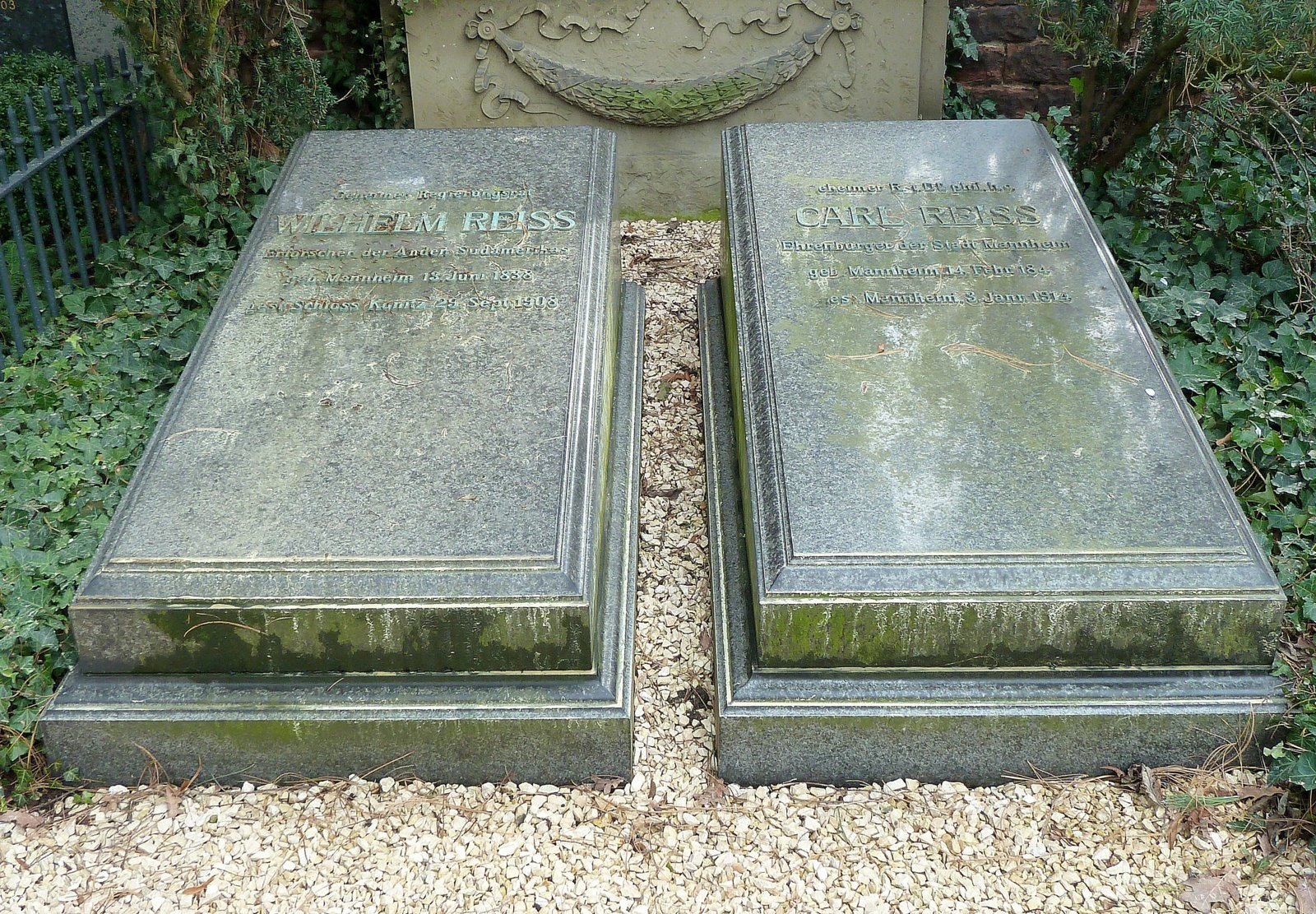
Sepulturas de Wilhelm e Carl Reiss no Hauptfriedhof Mannheim (Cemitério Central de Mannheim).

Johann Wilhelm Reiß (Mannheim, 13 de junho de 1838 — Könitz (Saalfeld), 29 de setembro de 1908), mais conhecido por Wilhelm Reiß ou W. Reiss, foi um geólogo e explorador, pioneiro da moderna vulcanologia, que se notabilizou na exploração geológica dos Andes. Em companhia de Ángel Escobar, fez a primeira escalada de exploração científica do Cotopaxi (em 1872), e com o vulcanologista Alphons Stübel escalou e explorou o Tungurahua (em 1873).

## Biografia
Wilhelm Reiß nasceu em Mannheim, filho de Friedrich Reiß, um grande industrial, banqueiro e político, mais tarde presidente de Câmara Municipal de Mannheim (Oberbürgermeister de Mannheim de 1849 a 1852), e de sua esposa Wilhelmine Friederike, nascida Reinhardt (1809–1868). Foi irmão da cantora lírica Anna Reiß e do político e banqueiro Carl Reiß. Inicialmente, estudou economia em Antuérpia, mas o seu interesse voltou-se para a geologia.
Nos anos de 1858 a 1860 realizou uma viagem de exploração científica aos arquipélagos da Macaronésia (Madeira, Açores e Canárias) onde pela primeira vez conheceu o vulcanismo e as estruturas geológicas associadas aos vulcões. Após essas viagens estudou ciências naturais em várias instituições universitárias alemãs, obtendo o grau de doutor em 1864 pela Universidade de Heidelberg.
Em 1866, na companhia do vulcanólogo Moritz Alphons Stübel e do geólogo Karl von Fritsch viajou pela Grécia, onde estudou o vulcão de Santorini, afirmando-se progressivamente como um reconhecido explorador e vulcanólogo.
No início de 1868, acompanhado por Alphons Stübel, partiu para uma viagem de exploração científica dos vulcões do Hawaii. No entanto, durante uma escala na Colômbia, ficaram fascinados com os Andes e passaram os anos seguintes realizando pesquisas vulcanológicas, geológicas, etnográficas e arqueológicas na Colômbia, Equador e Peru. Em abril de 1876, Reiß retornou à Alemanha, com escala no Rio de Janeiro, enquanto Stübel continuava as viagens de exploração científica no Uruguai, Argentina, Chile e Bolívia.
Durante a sua estadia na América do Sul, de 1868 a 1876, realizou um conjunto de expedições cientificamente muito proveitosas através do sudoeste do continente, explorando parte importante da cadeia andina. A partir da costa dirigiram-se a Bogotá, e daí através da bacia do Rio Cauca até Popayán, Pasto e Quito. Durante os cinco anos de permanência nesta região, escalaram primeiro o Cotopaxi e o Tungurahua, depois exploraram as montanhas do Peru, desceram pela bacia do Amazonas até às costas do Brasil.
Após seu retorno à Alemanha, Reiß fixou-se em Berlim, onde publicou os resultados das suas viagens. Em 1878 foi eleito membro da Leopoldina.  Entre 1885 e 1887 foi presidente da Gesellschaft für Erdkunde zu Berlin (Sociedade de Geografia de Berlim) e em 1888 foi eleito director da Berliner Gesellschaft für Anthropologie, Ethnologie und Urgeschichte (Sociedade de Antropologia, Etnologia e Pré-História de Berlim). Foi sócio correspondente da Thüringisch-Sächsischen Vereins für Erdkunde (Sociedade de Geografia da Turíngia e Saxónia).
Casou em 27 de novembro de 1879, em Amsterdam, com Petronella Ojevaar, de quem se divorciou. Casou novamente, após 1880, com Emilia Francina Wiederhold, nascida na ilha de Java. Não teve filhos. A partir de 1892, mudou-se para o Castelo de Könitz, em Könitz, povoação próxima da cidade de Saalfeld na Turíngia, onde faleceu a 29 de setembro de 1908.

## Obras
Entre muitas outras, Wilhelm Reiß é autor das seguintes obras:
- Die Diabas- und Laven-Formation der Insel Palma, Wiesbaden (1861)
- "Mitteilungen über die tertiären Schichten von Santa Maria, d. südlichsten [Insel] d. Azoren, u. ihre organischen Einschüsse", in: Neues Jb. für Mineralogie 1862, pp. 1–48 (em colaboração com H. G. Bronn)
- Ausflug nach den vulkanischen Gebirgen von Ägina und Methana im Jahre 1866 (em colaboração com Alphons Stübel), Heidelberg (1867)
- Das Totenfeld von Ancón in Peru, Berlin (1880–1886) [em colaboração com Alphons Stübel; traduzido em inglês como The necropolis of Ancon in Peru; a contribution to our knowledge of the culture and industries of the empire of the Incas, etc].[8]
- Kultur und Industrie südamerikanischer Völker, Berlin (1889–1890)
- Reisen in Südamerika, Berlin (1890)
- Geologische Studien in der Republik Columbia, 3 volumes; Berlin (1892–1899)
- Das Hochgebirge der Republik Ecuador, 2 volumes; Berlin (1892–1902)
- Ecuador 1870-74: petrographische Untersuchungen, Berlin (1901).
- «Mitteilungen über die tertiären Schichten von Santa Maria, der südlichsten der Azoren und ihre organischen Einschlüsse. Nebst Beschreibung dieser letzten und Abbildung der neuen Arten von H.G. Bronn». Neues Jahrbuch für Mineralogie, Geognosie, Geologie und Petrefakten-Kunde, 1862: 1-48, pl. 1.